# San José, Baviácora
San José är en ort i Mexiko.   Den ligger i kommunen Baviácora och delstaten Sonora, i den nordvästra delen av landet, 1 600 km nordväst om huvudstaden Mexico City. San José ligger 566 meter över havet och antalet invånare är 278.
Terrängen runt San José är kuperad åt nordväst, men åt sydost är den platt. San José ligger nere i en dal. Runt San José är det mycket glesbefolkat, med 4 invånare per kvadratkilometer. San José är det största samhället i trakten. Omgivningarna runt San José är i huvudsak ett öppet busklandskap.